# مايك أوستين (لاعب غولف)
مايك أوستين (بالإنجليزية: Mike Austin)‏ هو لاعب غولف أمريكي، ولد في 17 فبراير 1910 في غيرنزي، وتوفي في 23 نوفمبر 2005 في لوس أنجلوس في الولايات المتحدة.